# Grad Çandır
Grad Çandır (turško Çandır Kalesi) je srednjeveški armenski grad Paperon (armensko Պապեռոն, latinizirano: Paperron), znan tudi kot Barbaron, je utrdba v turški provinci Mersin v jugovzhodni Anatoliji. 

## Geografija
Grad se nahaja v gorovju Toros vzhodno od gradov Ayvagemizi in Gözne ter severno od Mersina. Od Mersina je oddaljen približno 40 kilometrov. Grad ima enako ime kot vas, ki leži južno od gradu. Zgrajen je na planoti na nadmorski višini 1125 metrov. 

## Zgodovina
Večina zgodovinarjev meni, da je grad morda grad Paperon, ki se omenja v povezavi z bizantinskim cesarjem Zenonom iz 5. stoletja. Zenon, ki je bil Izavrijec, je zgradil grad in v njem preživel del svojega begunstva.  Ghevond Ališan, ki je pisal v 19. stoletju, je Paperon enačil z bizantinsko utrdbo Papirion (Παπιρίον), ki se prvič omenja v povezavi z bizantinskim cesarjem Zenonom v 5. stoletju. Arheoloških dokazov, ki bi to podpirali, ni, in enačenje je zato vprašljivo. Najdišče je postalo pomembno v času Armenskega kraljestva Kilikije (1198-1375), ko je bil grad sedež armenske dinastije Hetumidov. Ohranjene strukture so ravno iz tega obdobja. Trdnjava je nadzirala cesti, ki sta vodili v osrednjo Anatolijo. Ena od njiju je vodila do Lamprona, druge pomembne trdnjave Hetumidov. Grad Çandır je bil rezidenca številnih armenskih plemičev in kraljev in dom izjemnega učenjaka in diplomata Smbata Sparapeta. 

## Grad
Leta 1979 je najdišče pregledal Robert Edwards in leta 1987 objavil arheološko in zgodovinsko oceno najdišča skupaj z njegovim natančnim načrtom. Edini vhod v grad vodi po delno obokanem stopnišču s približno 140 stopnicami, vklesanimi v navpično steno planote. Vzporedno s stopnicami je klančina, ki je verjetno služila za prevoz tovora. Grad je velik, vendar je večina obzidja in stavb v ruševinah. Dve najbolj impresivni zgradbi sta dvonadstropna rezidenca in cerkev. Obe sta zgrajeni iz lepo obdelanega in zglajenega kamna. Cerkev, ki je le delno ohranjena, je bila, glede na posvetilni napis v armenščini, dokončana leta 1251. Zgradil jo je Smbat Sparapet v čast svojemu očetu. Napis je bil vklesan na južni zunanji steni cerkve in se je ohranil vsaj do sredine 30. let 20. stoletja. Leta 1946 ni bilo več nobene sledi o njem.